# Stripschrift
Stripschrift är en nederländsk tidskrift om tecknade serier. Den grundades 1968 och är numera (2018) den äldsta ännu utgivna tidskriften om serier.

## Historik
Tidskriften startades i februari 1968 av Nederländernas serieförening Het Stripschap. Numera är den fristående och egenutgiven. Utgivningen var ursprungligen månatlig, därefter med sex nummer om året och numera med åtta nummer om året. 1986 hade man nått upp i över 200 utgivna nummer, och 2009 i över 400 nummer.
Stripschrift hade redan tidigt ett innehåll som blandade artiklar, intervjuer och publiceringar av tecknade serier. Undertiteln var en tid Tijdschrift voor striplezers – "Tidskrift för serieläsare".
Tiden när Stripschrift lanserades var en expansiv tid för seriebranschen. I olika länder i Europa grundades organisationer, lanserades serietidskrifter, seriefestivaler och började seriepriser ges ut. Några samtidiga motsvarigheter i Sverige är Svenska Serieakademin (1965–), Bild och Bubbla och Seriefrämjandet. Bild & Bubbla lanserades sommaren 1968, ett antal månader efter Stripschrift. De andra av 1960-talets tidskriftslanseringar i bland annat USA, Frankrike och Italien har sedermera lagts ner.

### Historik över chefredaktörer (urval)
- Jeroen Mirck (1998–2001)[6]